# Liste der Nummer-eins-Hits in den Niederlanden (1984)
Diese Liste enthält alle Nummer-eins-Hits in den Niederlanden im Jahr 1984. Es gab in diesem Jahr jeweils 17 Nummer-eins-Singles und -Alben.
| Singles | Alben |
| --- | --- |
| - Dolly Parton – You Are - 3 Wochen (24. Dezember 1983 – 20. Januar 1984) - Dolly Dots – Love Me Just a Little Bit More (Totally Hooked on You) - 1 Woche (21. Januar – 27. Januar) - Paul Young – Love of the Common People - 4 Wochen (28. Januar – 24. Februar) - Queen – Radio Ga Ga - 1 Woche (25. Februar – 2. März) - Golden Earring – When the Lady Smiles - 2 Wochen (3. März – 16. März) - Pat Benatar – Love Is a Battlefield - 4 Wochen (17. März – 13. April) - Lionel Richie – Hello - 4 Wochen (13. April – 11. Mai) - Danny de Munk – Ik voel me zo verdomd alleen - 2 Wochen (12. Mai – 25. Mai) - Queen – I Want to Break Free - 2 Wochen (26. Mai – 8. Juni) - Duran Duran – The Reflex - 6 Wochen (9. Juni – 20. Juli) - Wham! – Wake Me Up Before You Go-Go - 2 Wochen (21. Juli – 3. August) - Frankie Goes to Hollywood – Two Tribes - 3 Wochen (4. August – 24. August) - Bronski Beat – Smalltown Boy - 2 Wochen (25. August – 7. September) - George Michael – Careless Whisper - 5 Wochen (8. September – 12. Oktober) - Stevie Wonder – I Just Called to Say I Love You - 3 Wochen (13. Oktober – 2. November) - Prince – Purple Rain - 4 Wochen (3. November – 30. November) - Jermaine Jackson & Pia Zadora – When the Rain Begins to Fall - 4 Wochen (1. Dezember 1984 – 4. Januar 1985) | - UB40 – Labour of Love - 3 Wochen (24. Dezember 1983 – 13. Januar 1984, insgesamt 4 Wochen; → 1983) - Michael Jackson – Thriller - 1 Woche (14. Januar – 20. Januar, insgesamt 14 Wochen; → 1983) - Paul Young – No Parlez - 6 Wochen (21. Januar – 9. März) - Golden Earring – N.E.W.S. - 1 Woche (10. März – 16. März, insgesamt 2 Wochen) - The Alan Parsons Project – Ammonia Avenue - 1 Woche (17. März – 23. März) - Golden Earring – N.E.W.S. - 1 Woche (24. März – 30. März, insgesamt 2 Wochen) - Dire Straits – Alchemy: Dire Straits Live - 1 Woche (31. März – 6. April) - Lionel Richie – Can’t Slow Down - 7 Wochen (7. April – 25. Mai, insgesamt 11 Wochen; → 1983) - Roger Waters – The Pros and Cons of Hitch Hiking - 1 Woche (26. Mai – 1. Juni) - Queen – The Works - 1 Woche (2. Juni – 8. Juni) - Duran Duran – Seven and the Ragged Tiger - 5 Wochen (9. Juni – 13. Juli) - Spandau Ballet – Parade - 5 Wochen (14. Juli – 17. August) - Sade – Diamond Life - 8 Wochen (18. August – 12. Oktober, insgesamt 13 Wochen; → 1985) - David Bowie – Tonight - 1 Woche (13. Oktober – 19. Oktober) - U2 – The Unforgettable Fire - 1 Woche (20. Oktober – 26. Oktober) - Prince and The Revolution – Purple Rain - 3 Wochen (27. Oktober – 16. November) - Wham! – Make It Big - 4 Wochen (17. November – 14. Dezember, insgesamt 8 Wochen; → 1985) - Koos Alberts – Koos Alberts - 4 Wochen (15. Dezember 1984 – 4. Januar 1985) |

## Kinderen Voor Kinderen
"Kinderen Voor Kinderen" ist ein Kinderchor des niederländischen Rundfunksenders VARA, der seit 1980 jedes Jahr ein Album mit neuen Kinderliedern herausbringt. Diese Alben haben den Titel "Kinderen Voor Kinderen", gefolgt von der Nummer des Albums.
Gegen Ende 1984 war die Folge 5 vier Wochen lang vom 1. bis zum 28. Dezember Spitzenreiter der Album-Charts.
Dieses Album wird in der obigen Bestenliste nicht aufgeführt.